# Mort sur le toit du monde
Pour plus de détails, voir Fiche technique et Distribution.
Mort sur le toit du monde (Into Thin Air: Death on Everest) est un téléfilm américain réalisé par Robert Markowitz, diffusé en 1997. Il est adapté du roman de Jon Krakauer Tragédie à l'Everest (anglais : Into Thin Air: A Personal Account of the Mt. Everest Disaster).

## Synopsis
Ce événement se passe au Saison d'alpinisme 1996 sur l'Everest.

## Fiche technique
- Titre original : Into Thin Air: Death on Everest
- Réalisation : Robert Markowitz
- Scénario : Robert J. Avrech
- Photographie : Neil Roach
- Musique : Lee Holdridge
- Pays de production :  États-Unis
- Durée : 90 min

## Distribution
- Christopher McDonald (VF : Bernard Gabay) : Jon Krakauer
- Peter Horton : Scott Fischer
- Nathaniel Parker : Rob Hall
- Richard Jenkins : Beck Weathers
- Tim Dutton : Andy Harris
- Pamela Gien : Yasuko Namba
- Peter J. Lucas : Anatoli Boukreev
- Jeff Perry : Doug Hansen
- Ned Vaughn : Neal Beidelman
- Richard Rees : Lopsang Sherpa
- Stuart Milligan : Dale Kruse
- Nicholas Hewetson : Tim Madsen
- Luke Garrett : Mike Groom
- Romilly Weeks : Charlotte Fox
- Pamela Gien : Sandy Hill Pitman